# Louis IV de Thuringe
Pour les articles homonymes, voir Louis IV et Louis de Thuringe.
Louis IV, dit « le Saint » (en allemand : Ludwig IV. der Heilige), né le 28 octobre 1200 à Creuzburg en Thuringe et mort le 11 septembre 1227 à Otrante dans le royaume de Sicile, est landgrave de Thuringe et comte palatin de Saxe de 1217 à sa mort.

## Biographie
Né au château de Creuzburg, Louis IV est le deuxième fils de Hermann Ier (1155-1217), landgrave de Thuringe depuis 1190, et de sa seconde épouse Sophie de Wittelsbach (1170-1238), une fille du duc Othon Ier de Bavière. Son père participe à la croisade d'Henri VI en 1197 ; dans le conflit qui éclate à la suite de la mort de l'empereur, il change plusieurs fois de camp entre les deux rois élus Philippe de Souabe et Otton de Brunswick.

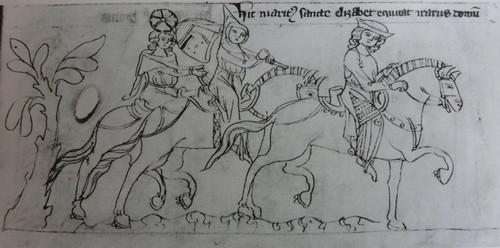
Louis IV de Thuringe, représentation sur le codex liber depictus, vers 1360.

Louis succède à son père en 1217. Il entre peu après en conflit avec Siegfried von Eppstein, archevêque de Mayence, et doit avoir recours à l'empereur Frédéric II pour régler le litige. Après la mort de son beau-frère le margrave Thierry de Misnie en 1221, il devient tuteur de son neveu Henri l'Illustre. Il saisit cette occasion pour envahir le margraviat de Misnie en marche jusqu'à la Basse-Lusace, mais se heurte à l'opposition virulente de sa sœur Jutta, la mère d'Henri. Il prend soin des relations avec l'empereur qui l'a élevé au rang de maréchal et lui assure l'héritage des Wettin en Misnie.
En échange, Louis rejoint la croisade de Frédéric II au royaume de Jérusalem. Parti du château de Creuzburg le 24 juin 1227, il traverse les Alpes mais meurt d'une forte fièvre avant l'embarquement en Italie méridionale. Il est enterré dans le monastère de Reinhardsbrunn, lieu de sépulture pour les landgraves de Thuringe. Son fils Hermann II, âgé de cinq ans, lui succède sous la régence de ses oncles Henri le Raspon et Conrad.

## Mariage et descendance
Pour contribuer à la politique matrimoniale des landgraves, Louis est fiancé à l'âge de 11 ans à la princesse Élisabeth, fille du roi André II de Hongrie, qui a alors 4 ans. La demoiselle, future sainte et patronne du pays, réside alors dans le château de la Wartbourg ; il est également possible qu'elle était auparavant destinée à épouser le fils aîné de Hermann Ier, Hermann qui est toutefois décédé en 1216. Louis et Élisabeth se marient 10 ans plus tard en 1221 et ont trois enfants :
- Hermann II (1222-1241), landgrave de Thuringe, épouse en 1239 Hélène (1231-1273), fille du duc Othon Ier de Brunswick. Sans alliance ;
- Sophie (1224-1275) qui épouse en 1240 le duc Henri II de Brabant (1207-1248) et est à l'origine de la maison de Hesse par son fils Henri. Le couple est très uni ;
- Gertrude (1227-1297), née après la mort de son père, confiée à l'abbaye prémontrée d'Altenberg près de Wetzlar où elle devient religieuse puis abbesse. Déclarée Bienheureuse de l'Église catholique par le pape Clément VI en 1348.

## Fête liturgique
Le Bienheureux Louis de Thuringe est fêté le 11 septembre.